# إدوارد أوغسطس هوليوك
إدوارد أوغسطس هوليوك (بالإنجليزية: Edward Augustus Holyoke)‏‏ (1 أغسطس 1728 في ماربلهيد - 31 مارس 1829 في سالم) طبيب، وعالم من الولايات المتحدة.